# Roberto Saccà

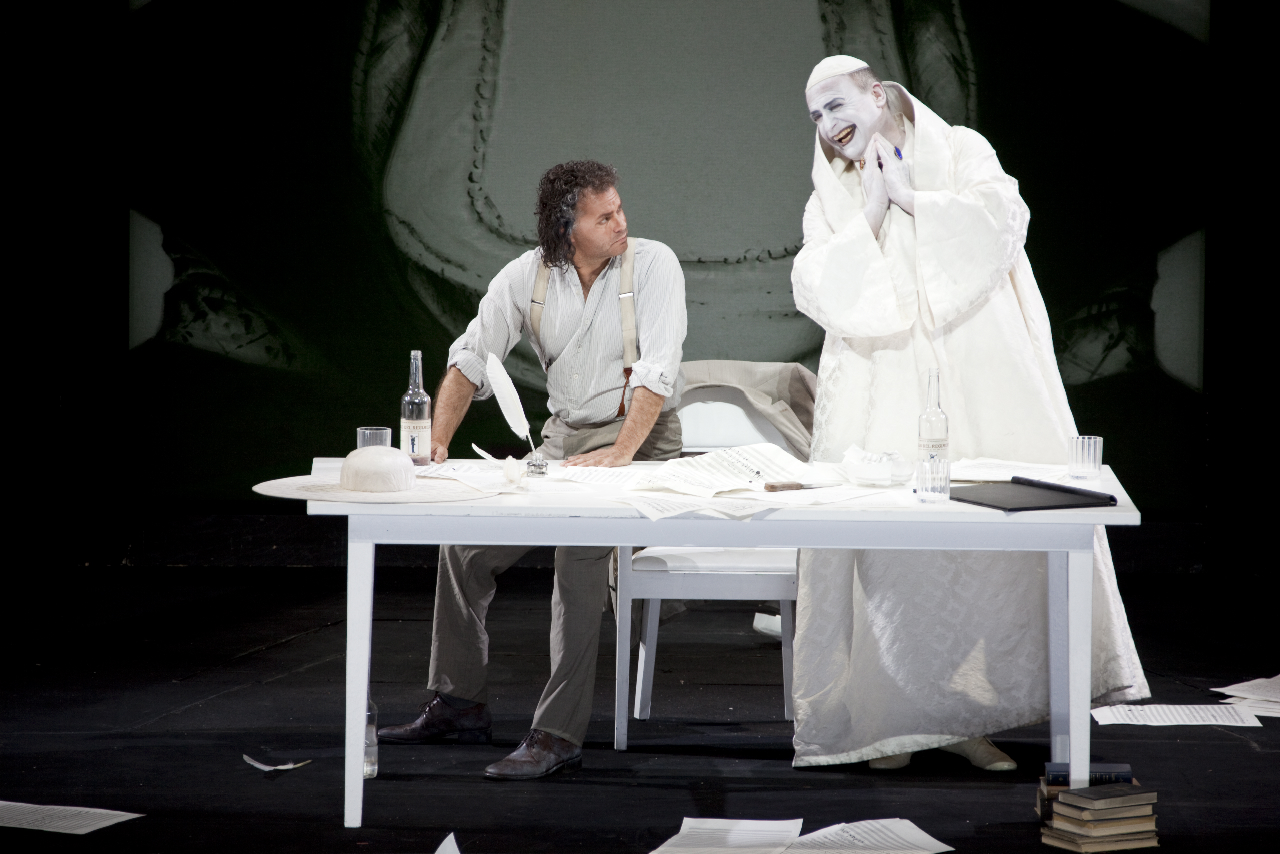
Roberto Saccà (links) in der Titelrolle von Palestrina an der Hamburgischen Staatsoper (2011)

Roberto Saccà (* 1961) ist ein deutsch-italienischer Opernsänger (Tenor).

## Leben
Roberto Saccà wurde in Deutschland als Sohn eines italienischen Vaters und einer deutschen Mutter geboren und wuchs in Stuttgart auf. Er studierte Gesang an der Musikhochschule Stuttgart bei Bruce Abel und an der Musikhochschule Karlsruhe bei Aldo Baldin. Nach kürzeren Stationen in Würzburg und Wiesbaden war Saccà von 1993 bis 2002 fest als Solist am Opernhaus Zürich engagiert. Internationale Bekanntheit erlangte er 1995 in Orfeo unter Nikolaus Harnoncourt bei den Wiener Festwochen.